# Fuscozetes rotundatus
Fuscozetes rotundatus är en kvalsterart som beskrevs av Rainer Willmann 1930. Fuscozetes rotundatus ingår i släktet Fuscozetes och familjen Ceratozetidae. Inga underarter finns listade i Catalogue of Life.